# It Lives Inside
It Lives Inside (titulada No lo abras en Hispanoamérica y Vive dentro en España) es una película de terror sobrenatural estadounidense de 2023 escrita y dirigida por Bishal Dutta y protagonizada por Megan Suri.
La película debutó en el festival de cine South by Southwest de 2023 y Neon la estrenó el 22 de septiembre de 2023.

## Reparto
- Megan Suri como Sam
- Neeru Bajwa como Poorna
- Mohana Krishnan como Tamira
- Vik Sahay como Inesh
- Gage Marsh como Russ
- Beatriz Kitsos
- Betty Gabriel como Joyce

## Producción
El 14 de octubre de 2021, Neon y QC Entertainment anunciaron una asociación para producir un largometraje debut de Dutta, aún sin título, protagonizado por Megan Suri, Neeru Bajwa, Vik Sahay y Betty Gabriel. La fotografía principal comenzó el mismo día en Vancouver.

Dutta se inspiró para la película en la experiencia de su propia infancia al nacer en la India antes de mudarse a América del Norte. La historia está influenciada por la mitología demoníaca india, así como por una historia personal del abuelo de Dutta. Dutta explicó:
"Después de mudarme a Norteamérica desde la India a la edad de cuatro años, gran parte de mi educación social provino de ver películas de terror estadounidenses. Siempre me pregunté qué hacían familias como la mía mientras Bruce el tiburón atravesaba las aguas de Amity, mientras Freddy Krueger acuchillaba a adolescentes en el paisaje onírico y mientras Jack Torrance perseguía a su hijo por los pasillos laberínticos del Overlook. A medida que se desarrolló, It Lives Inside formó su propia identidad dual muy parecida a la mía. Por un lado, es una carta de amor a la comunidad y la cultura que me criaron, mientras que, por el otro, es una experiencia visceral diseñada para infundir en sus espectadores el mismo terror crudo que mis películas de terror favoritas me inculcaron a mí."

## Estreno
La película debutó en el festival de cine South by Southwest de 2023. Se estrenó el 22 de septiembre de 2023.